# 寶可夢保育家 光之軌跡
《寶可夢保育家 光之軌跡》，是由Creatures Inc.所開發、宝可梦公司發行，任天堂發售之RPG遊戲，以任天堂DS為使用平台。2010年3月6日於日本首度上市。

## 說明
光之軌跡是寶可夢保育家的第三作，故事在前作之後。以オブリビア地區為舞台，總共有309隻寶可夢登場。

## 概要
本作品的男女主角，受シンバラ教授的指令到オブリビア地區阻止一個操縱寶可夢的組織ポケモンナッパーズ。

## 操作
本作主要使用觸控筆，直接點擊下畫面觸控螢幕的選單，捕獲時也必須使用觸控筆進行捕獲。此外，在捕獲寶可夢時需要不斷圍繞寶可夢畫圈。

## 遊戲方式
除了基本的任務之外，還有一些比較日常的請求，完成問題之後有保育家點數作為獎勵。

## 拍檔寶可夢
本作的拍檔寶可夢一開始只有「烏克麗麗皮丘」（ウクレレピチュー），捕獲時的輔助能力是利用演奏音樂時所發出的音符和電擊來作為攻擊。而在回到過去時，皮丘並不會跟隨。

## 捕獲系統
本作延續前作的HP模式，不斷圍繞寶可夢畫圈時HP會減少，當HP棒滿了便捕獲成功。而本作也延續了前作的陀螺蓄力。
捕獲時能使用拍檔和身上擁有的寶可夢，會有不同的能力(對應該寶可夢的能力)
另外會計算捕獲時的表現，例如捕獲時間、有無損傷等，按表現給予B至S級的評價。
假如被寶可夢擊中陀螺，電量會減少，若電量變成0時就會遊戲結束

## 過去世界
遊戲進行至一定進度後，玩家便能自由地回到過去，進行一些通信協力任務，最多可支援４人同時進行。
於過去世界中，玩家要挑戰神殿的多項任務。每項任務都有限時，而且必須捕獲指定種類和數量的寶可夢，最後要捕獲該項任務的BOSS。
在過去的捕獲陀螺的能力是重新計算的，一開始時非常弱，而且不能蓄力。任務中是不能使用已捕獲的寶可夢，只能使用拍檔寶可夢。
任務完成後會按剩餘時間給予C至S級的評價。當獲得A至S級的評價，便會增加別的拍檔寶可夢。而在神殿中捕獲寶可夢後有機率獲得石版，任務完成後便會獲得該進化系列的寶可夢。(每種一隻)
完成任務和捕獲寶可夢後會得到AP，可用來增強拍檔寶可夢的能力。
完成某幾項任務後，現代的一些印有寶可夢圖案的石版會消失。

## 與前作的不同
計算捕獲評價的標準改變。
寶可夢增加憤怒模式，捕獲時HP棒變為紅色，寶可夢的攻擊變得頻密，而且不能逃跑。畫圈時HP下降十倍，不過寶可夢輔助則增加十倍。HP棒滿後變回正常；於迷宮中也會有憤怒中的寶可夢，牠們大部分都會向玩家直接作出攻擊。
新增功能保育家署名，透過畫出寶可夢每種獨有的署名來召喚出該種寶可夢（作為身上擁有）。エンテイ、ライコウ、スイクン、ラティオス/ラティアス能讓玩家直接騎乘；其他傳說寶可夢的署名則能召喚出來再度捕獲。在過去世界的拍檔寶可夢也能透過保育家署名召喚來現代。目前已發現２９種署名。
當完成任務、請求或捕獲S級評價都會獲得保育家點數，這些點數可用於增加捕獲陀螺的能力。

## Wi-Fi任務
本作共有6個必須透過Wi-Fi接收的任務，於配信期內可透過Wi-Fi接收。而且其中四項獲得的寶可夢可傳送至鑽石．珍珠．白金．心金．魂銀。
デオキシスとナゾのしんでん
配信期:2010年3月6日~2010年5月17日
完成任務之後，就可以向鑽石．珍珠．白金．心金．魂銀傳送デオキシス了。
- 要進行這個特别任務,必須先在遊戲中玩到能自由地回到過去，而且至少2人一同進行。

でんせつのあおいたまをまもれ！
配信期:2010年3月6日~2010年5月17日
一顆マナフィのタマゴ在オブリビア地區漂浮，而ポケモンナッパーズ正想得到它！從ポケモンナッパーズ中保護マナフィのタマゴ吧！
完成任務之後，就可以向鑽石．珍珠．白金．心金．魂銀傳送マナフィのタマゴ了。
- 要進行這個特别任務,必須先在遊戲中玩到能潛入水底。

なぞのふんかをちょうさせよ！
配信期:2010年3月18日~2010年5月17日
把引發火山噴火原因的傳說寶可夢ヒードラン捕獲吧！
完成任務之後，就可以向鑽石．珍珠．白金．心金．魂銀傳送習得招式「ふんか」的ヒードラン了。
- 要進行這個特别任務,必須先玩到遊戲結束。

まよえるシェイミをほごせよ！
配信期:2010年3月18日~2010年5月17日
被グラシデアの花所吸引，シェイミ來到オブリビア地方！從打算把シェイミ捕捉並賣出的ナッパーズ手中保護シェイミ！
完成任務之後，就可以向鑽石．珍珠．白金．心金．魂銀傳送シェイミ了。
- 要進行這個特别任務,必須先玩到遊戲結束。

ギラティナにはっきんだまを！！
配信期:2010年４月15日~
在古代，ギラティナ被人類奪去「はっきんだま」，因一千年以上也不能返回自己的世界而徬徨。為了救助ギラティナ，主角們奮戰！
- 要進行這個額外任務,必須先玩到遊戲結束。

アルセウスのちかい
配信期:2010年４月15日~
為了毀滅由愚蠢的人類支配的世界，アルセウス出現了！由向アルセウス前進的人們和寶可夢們所組織而成的故事！
- 要進行這個額外任務,必須先玩到遊戲結束。

## 外部連結
- （日語）寶可夢保育家 光之軌跡（ポケモン） （页面存档备份，存于）
- （日語）寶可夢保育家 光之軌跡（任天堂） （页面存档备份，存于）